# Zsolt Dér
Zsolt Dér (serbisch-kyrillisch Жолт Дер, serbisch Žolt Der [ˈʒolt ˈdeːr]; * 25. März 1983 in Subotica) ist ein ehemaliger ungarisch-serbischer Radrennfahrer.

## Sportliche Karriere
Zsolt Dér, welcher sich bereits im Jahr 2004 als Dritter bei den serbisch-montenegrinischen Meisterschaften im Einzelzeitfahren platzieren konnte, fuhr in der Saison 2005 für das japanische Continental Team Team Nippo und sicherte sich im selben Jahr erstmals den Titel bei den nationalen Meisterschaften im Einzelzeitfahren. Zur Saison 2006 wechselte er zum serbischen Team Endeka und entschied wiederum die nationale Meisterschaft im Einzelzeitfahren für sich; außerdem gelang ihm ein Sieg auf einer Etappe der Serbien-Rundfahrt. Bei den Balkan-Meisterschaften 2006 gewann er das Einzelzeitfahren.
Das Jahr 2007, sollte Dérs bis dahin erfolgreichstes werden mit Etappensiegen bei der International Presidency Turkey Tour und der Serbien-Rundfahrt sowie dem Gewinn der Eintagesrennen Beograd–Banja Luka II und Grand Prix Betonexpressz 2000; zudem wurde er serbischer Meister im Straßenrennen. Ab der Saison 2008 fuhr Dér für das serbische Continental Team Centri della Calzatura-Partizan, für das er eine Etappe des griechischen Etappenrennens Tour of Chalkidiki sowie der Serbien-Rundfahrt gewann.
Ab 2013 startete Zsolt Dér mit einer ungarischen Lizenz. Bis dahin hatte er drei serbische Titel im Straßenrennen und vier im Einzelzeitfahren gewonnen, konnte aber keine nationalen ungarischen Titel erringen.

## Erfolge
2005
- Serbisch-montenegrinischer Meister – Einzelzeitfahren

2006
- eine Etappe Serbien-Rundfahrt
- Serbischer Meister – Einzelzeitfahren

2007
- Beograd–Banja Luka II
- zwei Etappen International Presidency Turkey Tour
- eine Etappe Serbien-Rundfahrt
- Grand Prix Betonexpressz 2000
- Serbischer Meister – Straßenrennen

2008
- eine Etappe Tour of Chalkidiki
- eine Etappe Serbien-Rundfahrt

2009
- Serbischer Meister – Einzelzeitfahren
- Gesamtwertung Grand Prix Cycliste de Gemenc

2010
- Mayor Cup
- Serbischer Meister – Straßenrennen
- eine Etappe Vuelta a Bolivia

2011
- eine Etappe Griechenland-Rundfahrt
- Serbischer Meister – Einzelzeitfahren
- Serbischer Meister – Straßenrennen
- Tour of Vojvodina II part

## Teams
- 2005 Team Nippo
- 2006 Team Endeka
- 2007 P-Nívó-Betonexpressz 2000-Kft.se
- 2008 Centri della Calzatura-Partizan
- 2009 Centri della Calzatura
- 2010 Partizan Srbija
- 2011 Radnički Kragujevac
- 2013 Utensilnord Ora24.eu
- 2014 Utensilnord
- 2015 Utensilnord (bis 31. Juli)
- 2015 Start - Massi Cycling Team (ab 1. August)
- 2016 Team Vorarlberg
- 2017 Team Vorarlberg
- 2018 Beijing XDS-Innova Cycling Team